# Poecilocampa
Poecilocampa is een geslacht van vlinders uit de familie van de spinners (Lasiocampidae) en de onderfamilie Poecilocampinae.

## Soorten
- Poecilocampa alpina (Frey & Wullschlegel, 1874)
- Poecilocampa canensis (Millière, 1876)
- Poecilocampa lydiae Krulikovski
- Poecilocampa populi Linnaeus, 1758 – Zwarte herfstspinner
- Poecilocampa tenera Bang-Haas, 1927